# أريرانغ
أريرانغ هو اسم أغنية فولكلورية كورية تعتبر من أشهر الأغاني الفولكلورية في كوريا. «أري» باللغة الكورية تعني جميل و«رانغ» تعني عزيزي.
تمت كتابة كلمات هذه الأغنية بعد أن حصلت كوريا على إستقلالها من الاستعمار الياباني في 1910. نسبة كبيرة جداً من الشعب الكوري يحفظ كلمات هذه الأغنية تماماً وحين يشدون بها تدمع أعينهم.وقناة أريرانغ استوحت اسمها من هذه الأغنية.

## وصلات خارجية
- «أريرانغ»